# ماكسين كيس
ماكسين كيس (بالإنجليزية: Maxine Case)‏ (17 يناير 1974، كيب تاون في جنوب أفريقيا)؛ روائية جنوب أفريقية.